# Elixir (Mazur)
Elixir is het tweede muziekalbum dat de percussioniste Marilyn Mazur op eigen naam heeft uitgebracht bij ECM Records. Zij speelt het album vol, af en toe begeleid door Jan Garbarek, met wie zij de afgelopen jaren vaker optrad. De muziek klinkt uiteraard ritmisch, maar met de inheemse muziekinstrumenten weet zij toch ook aardige melodielijntjes op te zetten; de muziek neigt af en toe naar de muziek van Andreas Vollenweider; niet zo vreemd want met hem heeft ze in het verleden opgetreden. Het album is opgenomen in Kopenhagen, Sun Studio.

## Muziekinstrumenten
- Mazur: marimba, vibrafoon, waterfoon, hang, bellen, gong, bekkens, udu drum en allerlei andere exotische percussie-instrumenten;
- Garbarek: sopraansaxofoon, tenorsaxofoon, fluit.

## Composities
Alle composities van Mazur, daar waar JG vermeld wordt samen met Garbarek:
1. Clear
2. Pathway
3. Dunun song
4. Joy Chant
5. Bell-painting
6. Elixir
7. Orientales (JG)
8. Metal dew
9. Mother drum
10. Mountain breath (JG)
11. Creature walk
12. Spirit of air (JG)
13. Spirit of sun (JG)
14. Sheep dream
15. Talking wind
16. Totem dance (JG)
17. The siren in the well
18. River (JG)
19. On the move
20. Winter wish (JG)
21. Clear recycle.